# 기원전 6세기
기원전 6세기는 기원전 600년부터 기원전 501년까지를 말한다.

## 주요 사건
- 기원전 6세기 - 펠로폰네소스 동맹이 성립되었다.

- 기원전 594년 - 솔론이 고대 그리스 아테네의 정치 개혁을 시작하다.

- 기원전 587년 - 고대 예루살렘이 함락되었고, 이와 동시에 바빌론 유수가 시작되었다.

- 기원전 563년 - 불교의 교조인 석가모니가 룸비니에서 태어났다.

- 기원전 560년 - 고대 그리스의 정치인 히파이스가 태어나다.

- 기원전 546년
  - 리디아가 페르시아에 정복당했다.
  - 파사르가다에가 페르시아의 수도가 되었다.
  - 페이시스트라토스가 아테네의 실권자가 되었다.
  - 그리스의 건축가 에우팔리노스가 아테네를 위한 송수로를 건설하였다.
  - 키루스 2세가 사르디스에 군사를 주둔시키고 소아시아의 그리스 도시들을 아케메네스 조 휘하에 병합시켰다.

- 기원전 544년
  - 주 영왕 사후 둘째 아들인 귀(貴)가 주나라의 24대 왕이 되었다.
  - 테오스의 주민들이 아브디라로 이주하였다.

- 기원전 543년
  - 마가다 왕국의 왕조가 브리하드라타 왕조에서 하리얀카 왕조로 교체되었다.
  - 위자야가 실론섬에서 신할라족의 왕이 되었다.
  - 페이시스트라토스가 델로스 섬을 평정하였다.
  - 정나라의 정치가 자산이 법을 제정하였다.

- 기원전 540년
  - 그리스의 고대 도시 엘레아가 건설되었다.
  - 아민타스 1세가 마케도니아 왕국의 왕이 되었다.
  - 키루스 대제가 바빌로니아를 공격하였다.
  - 페르시아가 크산토스를 점령하였다.
  - 헤일-밥 혜성이 지구를 근접 통과하였다.

- 기원전 539년
  - 9월 25일-28일? - 오피스 전투: 키루스 대제가 이끄는 페르시아 제국군이 신바빌로니아 제국군을 상대로 승리하였다.
  - 10월 7일 - 고브리아스가 이끄는 페르시아 제국군이 바빌론에 입성하였다.
  - 10월 29일 - 키루스 대제가 바빌론에 입성하여 신바빌로니아 제국을 완전 정복하였다.

- 기원전 538년 - 키루스 대제가 유대인들이 예루살렘으로 돌아가는 것을 허락하였다.

- 기원전 534년
  - 루키우스 타르키니우스 스페르부스가 로마 7대 왕이 되었다.
  - 에트루리아인들이 펠시나(현재의 볼로냐)를 건설하였다.

- 기원전 532년 - 피타고라스가 크로톤(현재의 크로토네)에 철학원을 설립하였다.

- 기원전 530년 - 페르시아 제국의 황제 키루스 대제가 전쟁 중 목숨을 잃고, 그의 아들 캄비세스 2세가 황위를 물려받았다.

- 기원전 529년
  - 오가 주래를 점령하였다.
  - 초 영왕이 전쟁에 출정한 틈을 타 그의 동생들인 공자 비(比), 공자 흑굉(黑肱), 채공 공자 기질이 진(陳), 채현(蔡縣)의 군사들과 국내외 주요 반대파들을 모두 규합하여 난을 일으키자, 초 영왕은 고립무원의 사태를 짐작하고 자결하였다. 이후 공자 비가 왕이 되고, 그는 흑굉을 영윤, 기질을 사마로 삼았다. 직후인 5월 18일, 기질은 "영왕이 귀국하고, 신왕을 처형한다."라는 유언비어를 수도에서 퍼트린 뒤 초왕 비와 영윤 자석을 살해하고, 다음 날인 5월 19일에 스스로 초왕으로 즉위하였다.

- 기원전 528년
  - 거 교공이 거나라의 군주가 되었다.
  - 연 공공이 연나라의 군주가 되었다.

- 기원전 527년
  - 아테네의 참주 페이시스트라토스가 사망한 후 아들인 히피아스가 뒤를 이었다.
  - 진나라의 정치가 중항오가 선우(鮮虞)를 공격하였다. 고(鼓) 땅을 포위했는데, 그곳 사람이 모반하여 성을 바치려 했으나 허락하지 않았고, 오히려 고 땅 사람으로 하여금 모반자를 죽이고 다시 정비하여 수비하게 했다. 포위한 지 석 달이 지나자 고 땅 사람이 항복을 청하였으나, 허락하지 않았다. 마침내 고 땅 사람들이 양식이 다하고 힘이 다하였다고 말하자 그제서야 그 땅을 취하였는데, 한 사람도 죽이지 않았다. 고나라 자작 연제(鼓子鳶鞮)를 데리고 돌아왔다.

- 기원전 525년 - 페르시아의 아케메네스 제국이 이집트 제26왕조 (이집트 제27왕조)를 멸망시키고 서아시아 지역을 재통일했다.

- 기원전 520년
  - 주 도왕이 주나라의 왕이 되지만 그 해가 끝나기 전 사망했다.

- 기원전 516년 - 다리우스 1세가 펀자브를 점령했다.

- 기원전 509년 - 고대 로마가 호민관 뽑기를 실행했다.

- 기원전 508년 - 클레이스테네스가 고대 아테네의 정치를 개혁했다.

- 기원전 505년 - 로마와 사빈인 간의 전쟁이 시작되었다.

- 기원전 504년 - 로마와 사빈인 간의 전쟁이 끝났다.

## 주요 인물
- 키루스 2세
- 탈레스
- 아낙시만드로스
- 아낙시메네스
- 크세노파네스
- 헤라클레이토스
- 피타고라스
- 석가모니 (기원전 563년 - 기원전 483년)
- 빔비사라
- 노자
- 공자
- 솔론
- 페이시스트라토스
- 클레이스테네스

### 탄생
- 기원전 544년 - 중국 춘추시대의 병법가 손무

- 기원전 536년 - 공자의 제자 민손(영어판)

- 기원전 535년 - 고대 그리스의 철학자 헤라클레이토스

- 기원전 530년
  - 고대 그리스의 신탁 편찬자 오노마크리토스
  - 고대 그리스의 육상 선수 페이디피데스
  - 아테네의 정치가 아리스티데스

- 기원전 529년 - 초나라 영윤 심제량

- 기원전 524년 - 고대 그리스 아테나이의 정치가 테미스토클레스

- 기원전 519년 - 페르시아 아케메네스 왕조의 황제 크세르크세스 1세

- 기원전 510년 - 고대 그리스 아테나이의 정치가, 스트라테고스 키몬

- 기원전 507년 - 중국의 발명가, 철학자 루반

### 사망
- 기원전 546년
  - 그리스의 철학자 아낙시만드로스
  - 그리스의 철학자 탈레스

- 기원전 545년
  - 주나라 23대 왕 주 영왕
  - 초나라 24대 군주 초 강왕

- 기원전 542년 - 노나라의 군주 자야

- 기원전 541년 - 초나라 25대 군주 초 겹오

- 기원전 539년
  - 신바빌로니아 제국의 마지막 왕 나보니두스
  - 신바빌로니아 제국의 왕족, 섭정 벨샤자르(영어판)

- 기원전 537년 - 진나라의 왕 경공

- 기원전 534년 - 로마 6대 왕 세르비우스 툴리우스

- 기원전 532년 - 진나라 왕 평공

- 기원전 531년 - 고대 중국의 철학자 노자

- 기원전 530년
  - 페르시아 제국의 황제 키루스 대제
  - 키레나이카의 왕 바투스 3세

- 기원전 529년
  - 초나라 제26대 군주 초 영왕
  - 초나라 제27대 군주 초 자오

- 기원전 528년
  - 거나라의 군주 거 저구공
  - 연나라 제28대 군주 연 도공

- 기원전 527년
  - 고대 아테네의 정치가 페이시스트라토스
  - 자이나교의 창시자 마하비라[1]

- 기원전 522년
  - 중국 춘추 시대(春秋時代) 정국(鄭國)의 재상 자산
  - 페르시아 제국 황제 캄비세스 2세

- 기원전 520년
  - 주 도왕
  - 주 경왕

- 기원전 516년 - 초 평왕 (기원전 528년부터 기원전 516년까지 초나라를 통치한 왕)

- 기원전 510년
  - 중국 노나라의 25대 임금 노 소공
  - 일본의 제3대 천황 안네이 천황

- 기원전 509년 - 로마공화국의 설립자, 집정관 루키우스 유니우스 브루투스

- 기원전 507년 - 인도의 종교 지도자 Sudharmaswami

- 기원전 506년 - 초나라 좌사마 심윤술

## 발명, 발견, 과학사
- 기원전 585년 - 탈레스가 일식을 예측하였다.

## 년대와 년도
| 기원전 600년대 | 전609 | 전608 | 전607 | 전606 | 전605 | 전604 | 전603 | 전602 | 전601 | 전600 |
| 기원전 590년대 | 전599 | 전598 | 전597 | 전596 | 전595 | 전594 | 전593 | 전592 | 전591 | 전590 |
| 기원전 580년대 | 전589 | 전588 | 전587 | 전586 | 전585 | 전584 | 전583 | 전582 | 전581 | 전580 |
| 기원전 570년대 | 전579 | 전578 | 전577 | 전576 | 전575 | 전574 | 전573 | 전572 | 전571 | 전570 |
| 기원전 560년대 | 전569 | 전568 | 전567 | 전566 | 전565 | 전564 | 전563 | 전562 | 전561 | 전560 |
| 기원전 550년대 | 전559 | 전558 | 전557 | 전556 | 전555 | 전554 | 전553 | 전552 | 전551 | 전550 |
| 기원전 540년대 | 전549 | 전548 | 전547 | 전546 | 전545 | 전544 | 전543 | 전542 | 전541 | 전540 |
| 기원전 530년대 | 전539 | 전538 | 전537 | 전536 | 전535 | 전534 | 전533 | 전532 | 전531 | 전530 |
| 기원전 520년대 | 전529 | 전528 | 전527 | 전526 | 전525 | 전524 | 전523 | 전522 | 전521 | 전520 |
| 기원전 510년대 | 전519 | 전518 | 전517 | 전516 | 전515 | 전514 | 전513 | 전512 | 전511 | 전510 |
| 기원전 500년대 | 전509 | 전508 | 전507 | 전506 | 전505 | 전504 | 전503 | 전502 | 전501 | 전500 |
| 기원전 490년대 | 전499 | 전498 | 전497 | 전496 | 전495 | 전494 | 전493 | 전492 | 전491 | 전490 |